# Уэяпан-де-Окампо (муниципалитет)
Уэяпан-де-Окампо (исп. Hueyapan de Ocampo) — муниципалитет в Мексике, штат Веракрус, расположен в регионе Лос-Тукстлас. Административный центр — город Уэяпан-де-Окампо.

## Состав
В состав муниципалитета входит 103 населённых пункта.